# Telosma africana
Telosma africana là một loài thực vật có hoa trong họ La bố ma. Loài này được (N.E.Br.) N.E.Br. miêu tả khoa học đầu tiên năm 1908.